# Dominância incompleta
A dominância incompleta, também conhecida como ausência de dominância ou herança intermediária, é o termo utilizado pelos geneticistas para descrever situações em que o fenótipo de indivíduos heterozigotos é o resultado da mistura entre fenótipos homozigotos. Isso significa que, diferente do que previa Gregor Mendel, alguns alelos não possuem uma relação de dominância ou recessividade, permitindo a produção de um fenótipo intermediário entre os dois homozigotos.
A dominância incompleta acontece quando o fenótipo expresso pelo heterozigoto fica mais ou menos entre os fenótipos dos pais homozigotos, não necessariamente sendo um intermediário dos pais heterozigotos, pode expressar um tom a mais claro do vermelho por exemplo, ou um mais rosado próximo ao branco. Quando um traço fenótipo expressa a dominância incompleta, o cruzamento entre dois heterozigotos pode ter a razão 1:2:1 na geração F2. 
Se deve levar em consideração que quando uma característica apresenta a dominância incompleta, nos descendentes as relações de genótipos e fenótipos das gerações filhos são as mesmas, cada genótipo possui seu próprio fenótipo. A dominância se refere a forma como o gene é expresso, ou seja, seu fenótipo, mas não interfere na maneira como o gene é herdado. 

## História
A história da dominância começou em 1866, com Gregor Mendel e o cruzamento de ervilhas. Até então, ele observou que os descendentes apresentavam fenótipo igual ao dos pais, tendo um dos alelos dominância sobre o outro. Anos depois, em 1900, Hugo de Vries, Karl Correns e Erich von Tschermak observaram que, em um de seus experimentos, o cruzamento entre uma planta de cor branca e outra de cor vermelha resultou em descendentes de cor rosa, contrariando as previsões de Mendel sobre dominância e recessividade. Nem vermelha e nem branca, a cor rosa da planta expressava uma dominância incompleta que foi, então, explicada como um resultado intermediário do cruzamento entre dois homozigotos.

## Tipos de dominância
A dominância acontece entre alelos de um mesmo gene e pode ser compreendida da forma como genótipo (composição genética) de pais homozigotos se expressam e se relaciona com o fenótipo (traços fisiológicos e morfológicos) do filho heterozigoto. O alelo que se sobressai é chamado de alelo dominante e o outro de alelo recessivo. O alelo recessivo consegue expressar seu fenótipo se o indivíduo tiver duas cópias do mesmo alelo, cada parte proveniente de um pai. 
Para que o genótipo determine o fenótipo, os genes agrupam a informação da transcrição genética para um RNA mensageiro, que então faz a tradução e nesse mecanismo gera proteínas. Essas proteínas são as responsáveis por indicarem os genes a serem expressos. 
A expressão de um genótipo depende de qual genoma se encontra, já a expressão do fenótipo também pode ser influenciado pelo ambiente. Os elementos que irão determinar as características se definem como alelos. Não serão todos os alelos que irão expressar os mesmos fenótipos, enquanto um alelo codifica um fenótipo dominante, outro poderá codificar um fenótipo recessivo. 

## Dominância completa
Entre os tipos de dominância o mais simples é a dominância completa ou total, Um alelo totalmente dominante será expresso no fenótipo com apenas uma cópia apresentada, como no caso de heterozigose, enquanto o outro alelo será totalmente recessivo. Na dominância completa, o homozigoto dominante não pode ser diferenciado do heterozigoto; ou seja, a nível fenotípico, A/A = A/a. 

## Codominância
A codominância está estreitamente relacionada com a dominância incompleta, em que ambos os alelos são simultaneamente expressos no heterozigoto.
Temos como exemplo de codominância os grupos sanguíneos MN nos seres humanos. O tipo sanguíneo MN de uma pessoa é determinado por seus alelos de um gene específico. O alelo LM determina a produção de um marcador M exposto na superfície das hemácias, enquanto o alelo LN determina a produção de um marcador de N, ligeiramente diferente.
Os homozigotos (LMLM e LNLN ) possuem apenas um marcador M ou N, respectivamente, na superfície das suas hemácias. No entanto, os heterozigotos (LM LN) possuem ambos os tipos de marcadores em números iguais na superfície das células.
Assim como acontece com a dominância incompleta, nós também podemos usar regras de Mendel para prever a herança de alelos codominantes. Por exemplo, se duas pessoas com o genótipo LM LN tivessem filhos, nós esperaríamos observar os tipos sanguíneos M, MN e N, com os genótipos LMLM, LMLN e LNLN em seus filhos em uma proporção 1:2:1. 

## Alelos multiplos
Segundo Mendel, ainda que todos os organismos diplóides tenham apenas dois alelos para gene, muitos genes podem apresentar alelos múltiplos em níveis populacionais formando diferentes pares de genes. 
Em uma população podem ter diferentes pares desses alelos.Como exemplo, vamos considerar um gene que determina a cor do pelo em coelhos, chamado de gene C. Há quatro alelos do gene C : C, cch, ch e c.
- Um coelho CC tem pelagem preta ou marrom.
- Um coelho cchcch tem coloração chinchila (pelagem cinza).
- Um coelho chch tem coloração Himalaia (extremidades do corpo com pelos de outra cor), com corpo branco e orelhas, face, pés e cauda escuros.
- Um coelho ccé albino, com pelagem totalmente branca.
sobre todos os outros; o alelo da pelagem chinchila cch é dominante incompleto sobre o alelo Himalaia ch e o alelo albino c; e o alelo Himalaia ch é dominante completo para o alelo albino c.
Os criadores de coelho descobriram estas relações cruzando diversos coelhos de genótipos diferentes e observando os fenótipos dos filhotes heterozigotos. 

## Exemplos
Exemplo em plantas: Antirrhinum majus (planta boca de leão).
O cruzamento entre uma planta homozigota de flores vermelhas e outra homozigota de flores brancas produzirá descendentes heterozigotos intermediários com flores rosas, ou seja: o alelo de cor vermelha tem uma dominância incompleta sobre o alelo de cor branca (vermelho+branco=rosa). 
O que acontece é que as plantas homozigotas possuem dois alelos funcionais, mas as heterozigotas possuem apenas um. A falta de um alelo funcional faz com que elas não consigam produzir pigmento o suficiente para a cor vermelha, gerando flores de cor rosa. 
Cruzadas entre si, as plantas heterozigotas produzirão descendentes que exibirão a razão 1:2:1, sendo 1 vermelho; 2 rosas e 1 branco. No caso da dominância completa, a razão seria 3:1, sendo 3 para o gene dominante e 1 para o recessivo.
Exemplo em animais: Cor da plumagem em galinhas da raça andaluza.
Ao cruzar uma ave pura de penas pretas com uma ave pura de penas brancas, a geração descendente apresentará penas cinza-azuladas. Cruzados entre si, galinhas com penas cinza-azuladas apresentarão descendentes na proporção 1:2:1, sendo 1 com penas pretas; 2 com penas cinza-azuladas e 1 com penas brancas.

Exemplo adaptado de "Biologia para Entender"
Outro exemplo em animais: Hereditariedade de pêlos lisos, ondulados ou cacheados em cachorros de diferentes raças.
A mutação que causa o cabelo crespo/cacheado em cachorros está no éxon 2 do gene que interrompe substancialmente a estrutura da queratina 71 (Cadieu, 2009). Com o interrompimento na forma das proteínas, a interação entre elas é modificada dentro do pêlo, cuja estrutura é transformada e resulta em uma curvatura maior dos fios, constituindo pêlos cacheados/crespos. (Runkel, 2006).
Amostra:
- alelo KC: pêlo crespo/cacheado.
- alelo K +: pêlo liso.
Os cachorros que possuírem dois alelos KC (KCKC) terão os pêlos crespos/cacheados (pelos com curvatura maior, como alguns cães da raça Poodle). Os cachorros com dois alelos K+ (K+K+) terão os pelos lisos (pelos com nenhuma curvatura, como os cães da raça Lhasa apso). E, por fim, os cachorros com um alelo K+ e outro KC (K+KC) apresentarão os pêlos ondulados (pêlos com pouca curvatura, como alguns cães da raça Golden retriever).

Exemplo em seres humanos: Hipercolesterolemia familiar.
A Hipercolesterolemia familiar é uma doença que mostra em seus genes dominância incompleta. No nosso organismo existem mais de 1000 alelos caracterizados para o gene do receptor responsável pela LDL (lipoproteína de baixa densidade). Grande parte desses alelos resulta em funções celulares não normais, que levam à doenças cardiovasculares. Indivíduos homozigotos recessivos têm nenhum ou níveis muito baixos do receptor de LDL, na primeira infância apresentam aterosclerose acelerada e raramente chegam na idade adulta. Já os indivíduos homozigotos dominantes apresentam níveis normais de receptor de LDL e acabam por não sofrer de doenças cardiovasculares causadas por hipercolesterolemia. Os indivíduos heterozigotos apresentam metade do número de LDL funcional e conseguem sobreviver até a meia-idade. Com mudanças na alimentação e com uso de remédios que diminuem o colesterol, muitos heterozigotos são capazes de viver mais.

## Comparação
Apesar de parecidos, dominância incompleta e codominância são termos com explicações diferentes. Na dominância incompleta, o fenótipo é o resultado intermediário entre dois alelos, como o exemplo da flor rosa que é um intermédio entre vermelho e branco. Já na codominância, os dois alelos se expressam no fenótipo, como o tipo sanguíneo AB que produz tanto o antígeno do tipo A quanto o do tipo B.